# Cochemiea phitauiana
Cochemiea phitauiana una especie de planta suculenta perteneciente al género Cochemiea, dentro de la familia Cactaceae. Es endémica del noroeste de México (Baja California) y anteriormente se le conocía como Mammillaria phitauiana.

## Descripción

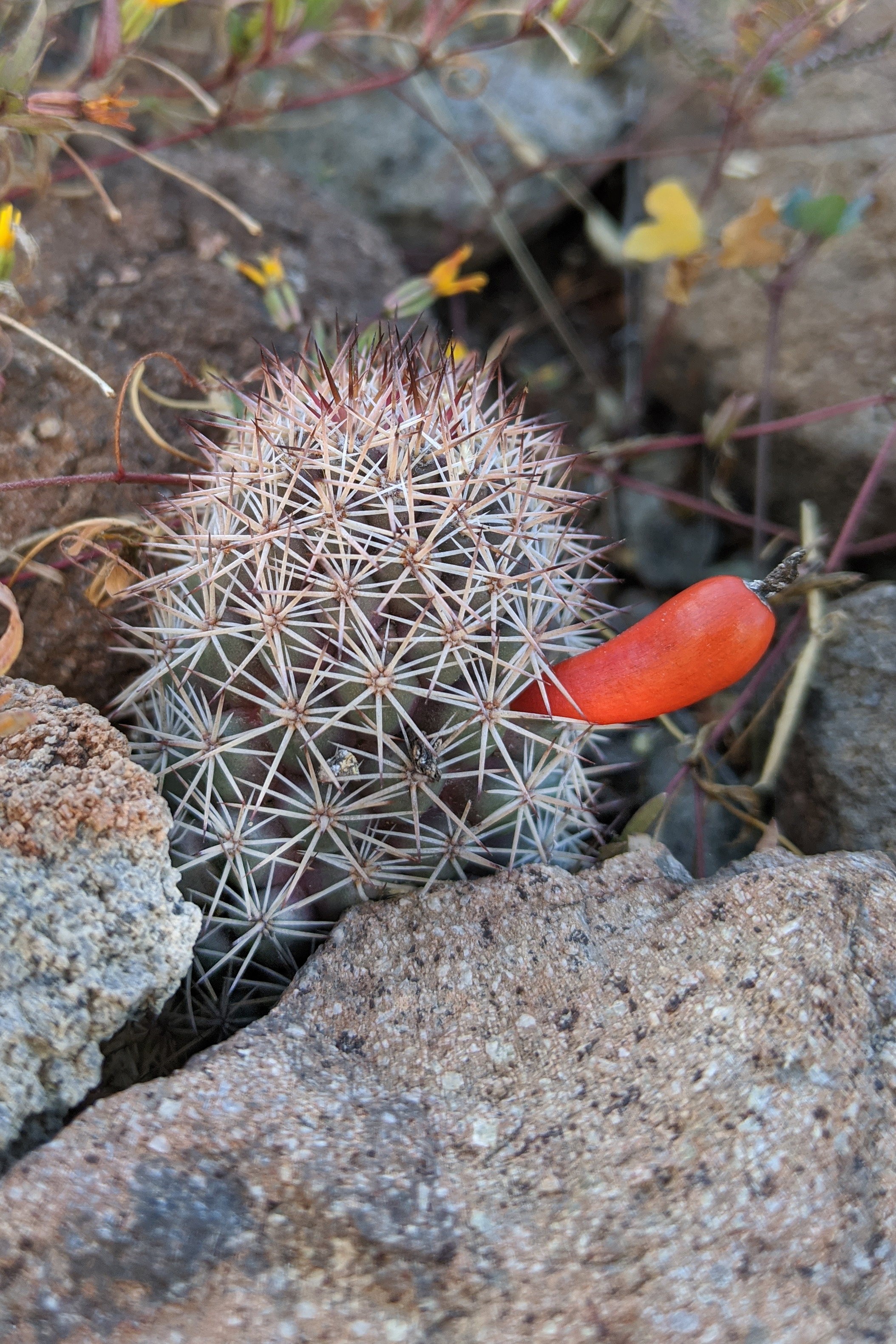
Fruto

Cochemiea phitauiana es una especie de cactus que se ramifica desde la base y crece formando pequeños grupos. Los tallos tienen forma cilíndrica, son de color verde grisáceo y crecen hasta 25 cm de altura con un diámetro de 3 a 6 cm. Además presentan raíces dispuestas en forma de hebras.
Los tallos están cubiertos de tubérculos cónicos dispuestos en espiral, tienen la base de cuatro lados y no producen savia lechosa (látex). Sus axilas (espacio que hay entre los tubérculos) están cubiertas por unas 20 cerdas. Las areolas presentan 4 espinas centrales rectas de color blanco con la punta oscura, de 0,4 a 0,6 mm de largo y con algunas de ellas en forma de gancho en su etapa juvenil. También tiene 24 espinas radiales de color blanco, tienen forma de cerdas y miden entre 0,4 y 1,2 cm de largo. 

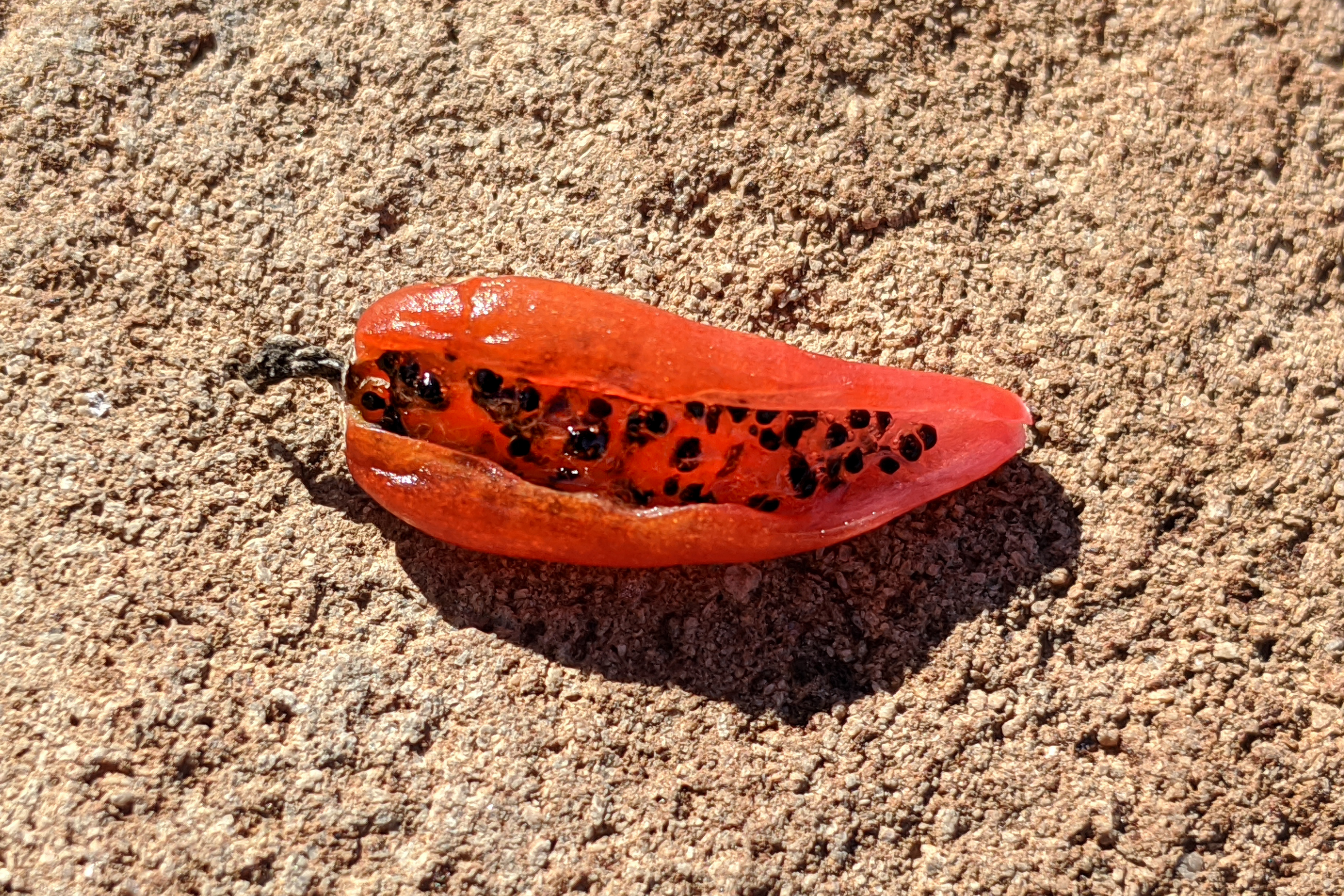
Detalle de las semillas

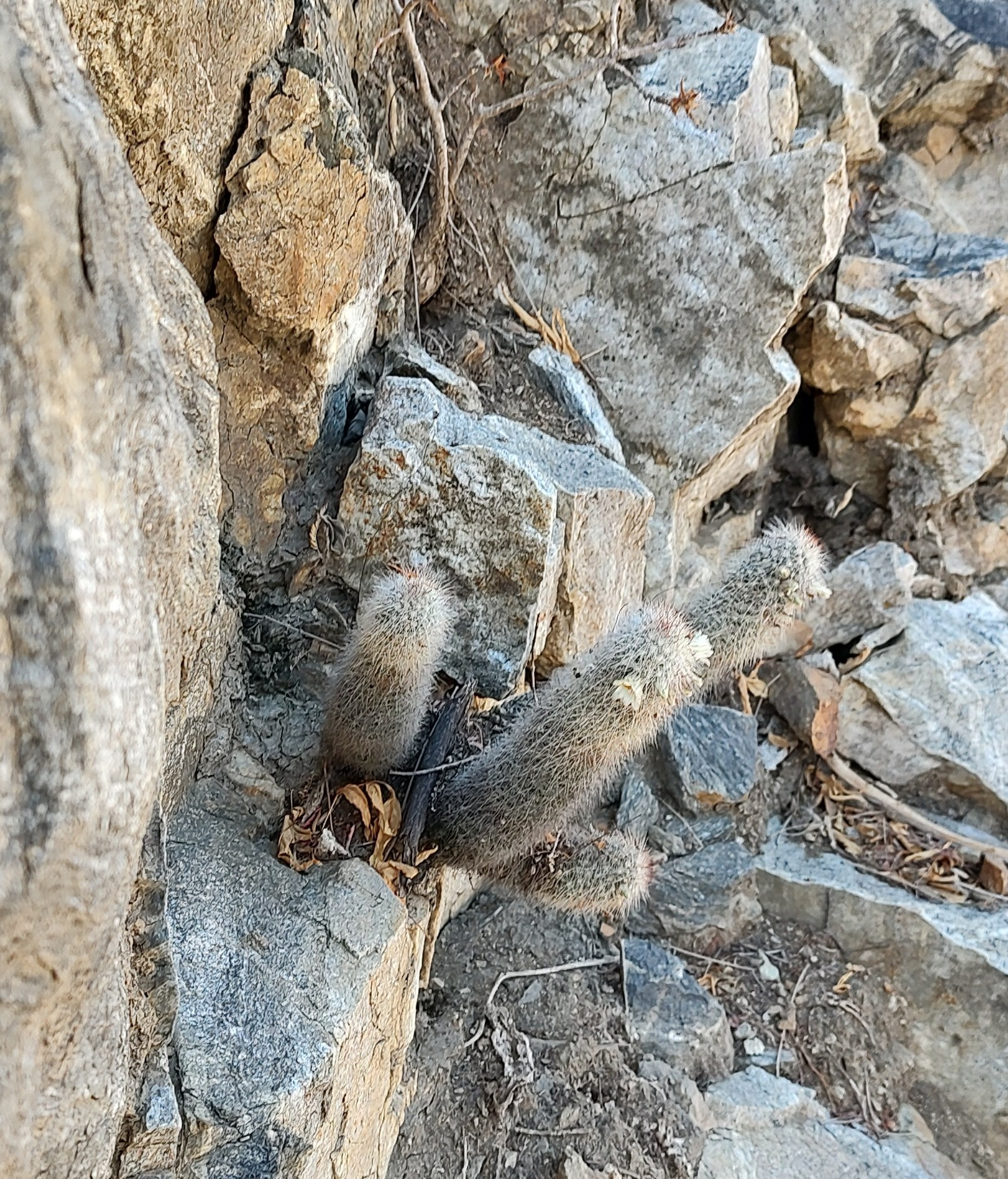
Planta en flor

Las flores son blancas, miden entre 1,2 y 1,5 cm de diámetro y son igualmente largas. Los frutos tienen forma esférica o en forma de maza, son rojos y miden hasta 1 cm de largo. En su interior contienen semillas negras.

## Distribución y hábitat

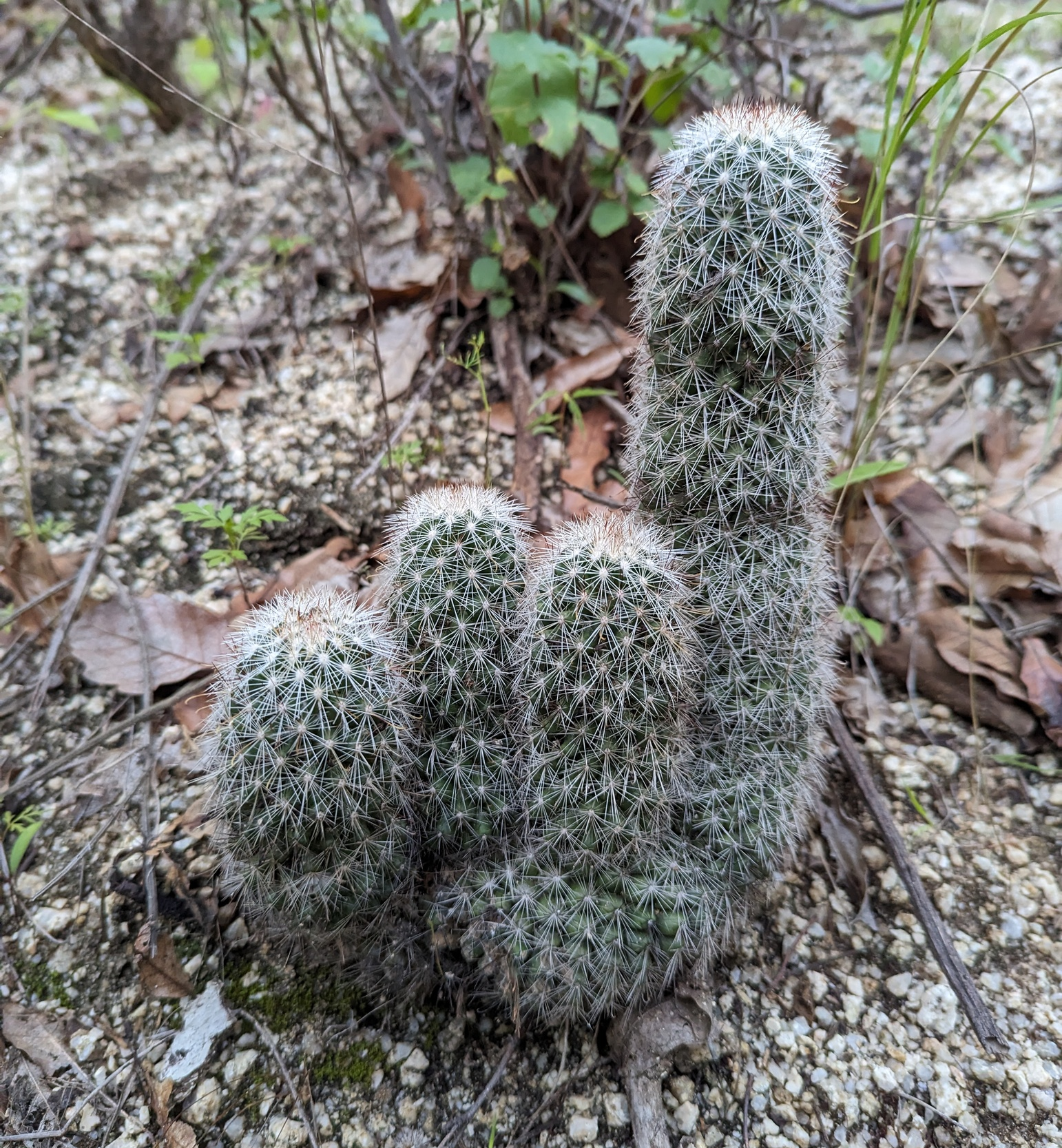
En su hábitat

El área de distribución nativa de esta especie es el noroeste de México (concretamente el estado de Baja California) y crece principalmente en biomas desérticos o de matorrales secos, en llanuras abiertas con pequeños arbustos a elevaciones entre 90 y 900 metros sobre el nivel del mar.

## Taxonomía
La primera descripción de esta especie fue como Neomammillaria phitauiana, publicada en 1931 por el botánico estadounidense Edgar Martin Baxter en la revista botánica Journal of the Cactus and Succulent Society of America 2: 472 46: 372.
Posteriormente, el botánico ruso Alexander Borissovitch Doweld colocó la especie en el género Cochemiea, pasando a llamarse Cochemiea phitauiana y anotando estos cambios en la revista científica Tsukkulenty 3: 39 en el año 2000.
Etimología
- Cochemiea: nombre genérico que hace referencia a la tribu indígena Cochimí, que en el pasado ocupó un gran territorio de Baja California y cuya área es parte del área de distribución natural de este género.
- phitauiana: epíteto específico que hace referencia a la fraternidad estudiantil estadounidense Phi Kappa Tau, a la que pertenecía el botánico Edgar Martin Baxter.[5]

Sinonimia
- Chilita phitauiana (E.M.Baxter) Buxb. (1954)
- Chilita verhaertiana (Boed.) Orcutt (1926)
- Ebnerella phitauiana (E.M.Baxter) Buxb. (1951)
- Ebnerella verhaertiana (Boed.) Buxb. (1951)
- Mammillaria dioica f. phitauiana (E.M.Baxter) Neutel. (1986)
- Mammillaria dioica f. verhaertiana (Boed.) Neutel. (1986)
- Mammillaria phitauiana (E.M.Baxter) Werderm.  (1931)
- Mammillaria verhaertiana Boed. (1912)
- Neomammillaria phitauiana E.M.Baxter (1931)
- Neomammillaria verhaertiana (Boed.) Britton & Rose (1923)

## Estado de conservación
En la Lista Roja de Especies Amenazadas de la UICN, la especie está clasificada como de “Preocupación Menor (LC)".

## Usos

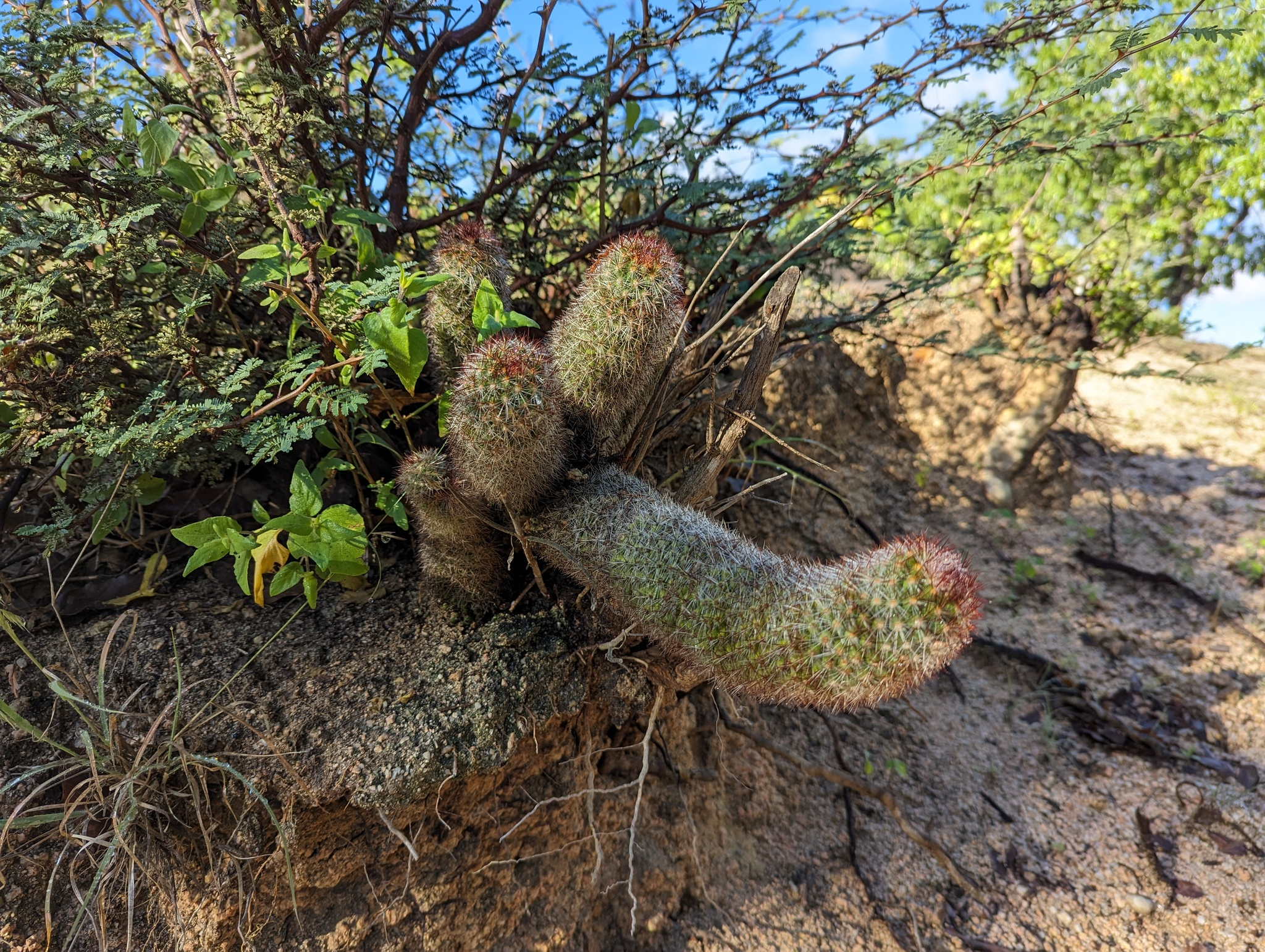
En su hábitat

Se cultiva principalmente como planta ornamental y su propagación se realiza a través de esquejes o semillas.